# HITスタリオンシリーズ
HITスタリオンシリーズ（ヒット・スタリオン・シリーズ）は一般社団法人・ジャパンブリーダーズカップ協会の協賛により、地方競馬の活性化を目指して開催している競走群である。

## 概要
JBC協会は、2000年よりホッカイドウ競馬でスタリオンシリーズと銘打って、指定された競走の優勝馬の馬主または生産牧場に種牡馬の種付け権利を副賞に贈呈する試みをしているが、これを全国規模に拡大することを目指し、2011年に岩手県競馬組合（盛岡競馬場・水沢競馬場）、石川県競馬事業局（金沢競馬場）、愛知県競馬組合（名古屋競馬場）、岐阜県地方競馬組合（笠松競馬場）の以上4県・5競馬場を舞台に同様のスタリオンシリーズを展開、優勝馬の馬主にホッカイドウのそれと同じように種牡馬の種付け権利を与えると共に、主催者間による交流競走や相互広域場外発売を展開させる。
2012年からは兵庫県競馬組合（園田競馬場・姫路競馬場）を加えた5県・7競馬場に拡大された。
タイトルの「HIT」は「H=北陸&兵庫、I=岩手、T=東海」のそれぞれの地域・県名の頭文字から付けられたものである。
2016年から高知競馬場・佐賀競馬場を対象とした「高知・佐賀スタリオンシリーズ」も開催されている。